# メンズキャバクラ
メンズキャバクラは、男性従業員が女性客の隣に座って接待をする日本の飲酒店。
ホストクラブと異なり、時間料金制を採用し指名替えが認められている。メンキャバという略称が多く用いられ、メンズクラブと称する店もある。初回の来店客には、年齢確認のため入り口で身分証の提示が求められる。

## 概要
21世紀の日本で発祥した新しい業態の飲酒店である。店舗拡大、出店を繰り返すことで認知され、発展してきた。
2001年、歌舞伎町にOPENしたグレート（後のRaphael　グレート、Raphaelの初期メンバー等の独立やグループ店の出店により歌舞伎町のみならず全国の繁華街にグループ拡大　2009年、Club Prism、クラブプリズムに改名）が最初のメンズキャバクラである。
また、同年（2001年）には北海道札幌市のすすきのにメンズキャバクラ太郎という店舗がOPENし、週刊誌『女性セブン』において「日本初のメンズキャバクラ」として取り上げられた。このメンズキャバクラ太郎という店舗は通常のメンズキャバクラというよりもおさわり系ホストクラブに近い営業形態を取り入れており、ホストがビキニブリーフを穿いただけの姿で女性客を接客するというセクシーサービスが提供されていた。同店は一般的な「ホストクラブ」とは異なる営業形態であることを強調するために、当時はまだ一般的ではなかった「メンズキャバクラ」を店名に掲げた。また、男性店員も「ホスト」ではなくキャバ嬢の男性版として「キャバ郎」と呼ばれていた。その後、「メンズキャバクラ」という名称からは男性ストリップなどのセクシーサービスを提供する「メンズキャバクラ太郎」とは切り離された、カジュアルなホストクラブというイメージで浸透して行き、「キャバ郎」という呼び名も一般化することなく「ホスト」の呼称に吸収されて行った。
『風俗営業等の規制及び業務の適正化等に関する法律』（以下、風適法という）第2条の定める風俗営業のうち接待飲食等営業の2号営業の社交飲食店に該当する。基本的なサービスは、（女性客と）飲食をともにしながらの歓談、給仕、カラオケなどである。性的サービスは許されていない。
ホストクラブに行く平均的な客層よりも所得の低い人であったり、ホストクラブに行ってみたいが、ハードルが高いと意識している人たちを対象としている。

## 営業時間
風適法第13条で、風俗営業及び店舗型性風俗特殊営業は、原則的に「午前0時から午前6時」までの深夜は営業が禁止されている。そのため遅くとも午前0時には営業を終了しなければならないことになっている。従来はその制限を守らず、客がいる限り深夜4〜5時頃まで営業を行う店がほとんどだった。しかし近年になって警察の取締が強化され深夜帯の営業が困難になりつつあること、深夜帯の営業中止により減少した売上を少しでもカバーすることなどを目的に、「二部営業」（夕方〜午前0時までの1部、午前6時〜昼頃までの2部のように営業時間を分けて営業する形態）を開始する例が見られるようになってきた。

## ホストクラブとの相違点
ホストクラブとの大きな違いは料金システムである。
ホストクラブが時間無制限のフリータイム制なのに対し、メンズキャバクラは時間制で最初の一時間を過ぎて、延長すればするほど金が掛かる（これを延長料金という）。明朗会計のため、ホストクラブにある売掛の制度もない。
ホストは原則的に永久指名制なのに対し、メンズキャバクラは指名替え可能なことやホストクラブの役職の制度がない、などの違いもある。
| ホストクラブ   | メンズキャバクラ |
| -------------- | ---------------- |
| 永久指名制     | 指名替え可能     |
| 売掛あり       | 売掛なし         |
| フリータイム制 | 時間料金制       |
| 役職あり       | 役職なし         |

## メンズキャバクラで働くスタッフ達
接待する男性従業員は、キャバクラ同様、キャストと呼ばれる。接待以外の業務を行なう従業員は、ホストクラブと同様、内勤と呼ばれる。
店の従業員は風適法第22条により満18歳以上であることが必須とされている。また18歳未満の者を接待に使うことは児童福祉法で固く禁じられている。これに違反すると刑事罰が適用されることになる。
ホストクラブ
従来からあった業態でホストが客の横に座り接待する点はメンキャバと同じだが、料金はフリータイム制で、担当は永久指名制が一般的。
出張ホストクラブ
店内での飲食を対象とするホストクラブやメンズキャバクラに対し、店以外でデート等が出来る。レンタル彼氏と称している店もある。
サパークラブ（Supper Club）
ホステスを置かず、男女同伴客を対象にし、ショーなどエンターテイメントの要素がある店。
おさわり系ホストクラブ
ホストが女性客を接客する際、下着（ビキニブリーフやTバックブリーフが多い）を穿いただけの姿になるか、もしくは上着は着たままズボンと下着を下ろし、女性客がホストの男性器を触って遊ぶ女性向けのおさわり風俗。
ボーイズバー
バーテンダーが若い男性中心のショットバー。
男装ホストクラブ
男装した女性従業員が接客する飲食店。
オンラインホストクラブ
パソコンやスマートフォンを利用したオンライン上のホストクラブ。